# 이치키정
이치키정(일본어: 市来町)은 일본 가고시마현에 있던 정으로 히오키군에 속했다.

## 지리
사쓰마 반도의 북서쪽 끝, 후키가미하마 사구의 북단에 위치해 있다. 이치키정은 북동쪽에서 남서쪽으로 길쭉하게 뻗어 있다.
정의 유래는 고대 이치키인의 서쪽 절반을 차지했던 것에서 비릇되었다.

## 역사
- 1889년 4월 1일 - 정촌제 시행에 따라 니시이치키촌이 성립하였다.
- 1930년 4월 1일 - 정으로 승격해 이치키정이 되었다.
- 2005년 10월 11일 - 구시키노시와 합병, 이치키쿠시키노시가 성립하였다. 동일 이치키정은 폐지되었다.

## 교통

### 철도
- 규슈 여객철도 가고시마 본선

### 도로
- 미나미큐슈 자동차도
- 국도 3호선
- 국도 270호선

## 참고 문헌
- 角川日本地名大辞典編纂委員会,『角川日本地名大辞典 鹿児島県』1983, 角川書店